# Berliet AK
Der Berliet AK war ein nur als Chassis erhältliches PKW-Modell der Fahrzeugherstellers Berliet in Lyon aus dem Jahre 1911. Aufgrund seiner steuerlichen Einstufung wird es auch als Berliet 8 CV bezeichnet.

## Geschichte und Technik
Das Fahrzeug erhielt seine allgemeine Betriebserlaubnis durch den örtlich und sachlich zuständigen Inspecteur des Mines im März 1911. Wie lange das Fahrzeug gebaut wurde, ist den Akten nicht zu entnehmen.
Der Vierzylindermotor hatte eine Bohrung von 70 und einen Hub von 100 mm, also einen Hubraum von 1539 cm³. Steuerlich war das Auto mit 8 CV fiscaux eingestuft, die bei 1100/min. abgegebene effektive Leistung ist in den Quellen nicht angegeben.
Das Getriebe hatte vier Vorwärtsgänge und einen Rückwärtsgang. Der Antrieb erfolgte über eine Kardanwelle auf die Hinterachse. Der Radstand betrug 2,763 m, die Spurweite vorne 1,32 m, hinten 1,35 m.
Ein Exemplar ist im Besitz des Conservatoire der Fondation Berliet.